# Gålsjö församling
Gålsjö församling var en bruksförsamling i Svenska kyrkan, belägen i Härnösands stift och i Sollefteå kommun. Församlingen uppgick 1935 i Boteå församling.

## Administrativ historik
Församlingen bildades 1773 som bruksförsamling i Gålsjö bruk genom en utbrytning ur Boteå församling 1864 till 1934 betraktades den som en kapellförsamling för att därefter ses som ett kyrkobokföringsdistrikt även om beslut om detta saknades. 1992 återgick den till Boteå församling.